# Альфредо Мендоса
Альфредо Мендоса (ісп. Alfredo Mendoza, нар. 12 грудня 1963, Енкарнасьйон) — парагвайський футболіст, що грав на позиції нападника.
Виступав, зокрема, за «Олімпію» (Асунсьйон) та «Ньюеллс Олд Бойз», а також національну збірну Парагваю. У складі збірної — учасник двох Кубків Америки та чемпіонату світу 1986 року.

## Клубна кар'єра
Народився в Енкарнасьйоні, Парагвай. Розпочав грати у футбол у молодіжній системі місцевого клубу «Сільвіо Петтіроссі». Згодом переїхав до Асунсьйона, де недовго грав на дорослому рівні за «Атлетіко Тембетарі» та «Гуарані» (Асунсьйон), а потім підписав контракт з «Серро Портеньйо».
У 1986 році Мендоса переїхав до Колумбії, де грав за «Індепендьєнте Медельїн» та «Депортіво Калі», після чого повернувся на батьківщину, де грав за «Олімпію» (Асунсьйон), з якою став чемпіоном Парагваю 1988 року.
1989 року Мендоса став гравцем французького «Бреста», але так і не забив жодного голу у чемпіонаті Франції, через що згодом повернувся до Південної Америки до клубу «Депортіво Мандію», який нещодавно вийшов до вищої ліги Аргентини. Тут парагваєць відновив бомбардирський хист, завершивши сезон із вісьмома голами, чим зацікавив один з грандів місцевого футболу клуб «Ньюеллс Олд Бойз», до складу якого приєднався 1991 року. Відіграв за команду з Росаріо наступні чотири сезони своєї ігрової кар'єри. Більшість часу, проведеного у складі «Ньюеллс Олд Бойз», був основним гравцем атакувальної ланки команди. За цей час виборов титул чемпіона Аргентини, вигравши Клаусуру 1992 року, а також грав у фіналі Кубка Лібертадорес 1992 року.
1995 року Мендоса недовго пограв за мексиканський «Атлас», а завершив ігрову кар'єру на батьківщині у команді «Олімпія» (Асунсьйон), з якою виграв чемпіонство у 1997 та 1998 роках.

## Виступи за збірну
2 червня 1983 року дебютував в офіційних матчах у складі національної збірної Парагваю в товариській грі проти Уругваю і того ж року взяв учать у розіграші Кубка Америки 1983 року, на якому команда здобула бронзові нагороди, зігравши в обох матчах з Бразилією.
З 1985 року Мендоса став основним гравцем збірної і брав участь у кваліфікації до фіналу чемпіонату світу 1986 року, де провів 5 матчів і допоміг своїй збірній вперше за 28 років вийти на «мундіаль». На самому чемпіонаті світу 1986 року у Мексиці Альфредо зіграв у всіх чотирьох іграх — проти Іраку (1:0), Мексики (1:1), Бельгії (2:2) та Англії (0:3), а Парагвай дійшов до 1/8 фіналу.
Надалі у складі збірної був учасником Кубка Америки 1989 року у Бразилії, де Парагвай посів четверте місце. Мендоса зіграв на цьому турнірі у п'яти іграх — у трьох матчах групового етапу проти Перу (5:2), Колумбії (1:0) і Венесуели (3:0) та у двох матчах на фінальному етапі проти Уругваю (0:3) та Аргентини (0:0).
Загалом протягом кар'єри у національній команді, яка тривала 11 років, провів у її формі 43 матчі, забивши 9 голів.

## Титули і досягнення
- Чемпіон Парагваю (3):

«Олімпія» (Асунсьйон): 1988, 1997, 1998
- Чемпіон Аргентини (1):

«Ньюеллс Олд Бойз»: Клаусура 1992